# 綿竹關帝廟
綿竹關帝廟位於四川省德陽市綿竹市，文物遺址年代判定為明。2012年7月16日公佈為第八批四川省文物保護單位。
綿竹關帝廟位於四川省德陽市綿竹市劍南老街，該廟占地面積3400余平方公尺。始建於明天啟七年（1627），由邑人劉宇揚捐建。現存建築有山門、大殿、東西廂房、木刻長廊、啟聖殿等。山門和啟聖殿為清代建築，分別塑有關羽夜讀《春秋》的貼金彩塑和關羽父母親的彩塑。大殿為單簷歇山式屋頂，穿斗抬梁式磚木結構，面闊四柱三間15公尺，前後斗拱共16垛，進深14.5公尺，建築面積約200平方公尺，是綿竹現存最完整、體量最大的明代建築。大殿內有關帝聖君的大型貼金塑像一尊，高近4公尺。廟內另有鐵鼎一座，鼎銘：“漢鼎雖移，以此留鎮，煙火綿延，如噓炎盡”，具有較高的文物價值。1985年，綿竹關帝廟被德陽市綿竹縣人民政府公佈為縣級文物保護單位。